# With His Hot and Blue Guitar
Johnny Cash with His Hot and Blue Guitar — дебютный студийный альбом Джонни Кэша, выпущенный 11 октября 1957 года на лейбле Sun Records. В альбом вошли четыре крупных хит-сингла: «I Walk the Line», «Cry! Cry! Cry!», «So Doggone Lonesome» и «Folsom Prison Blues».
23 июля 2002 года свет увидело переиздание альбома на лейбле Varèse Sarabande, расширенное пятью бонус-треками, три из которых были альтернативными версиями песен представленных на альбоме, а две другие выходили в период его записи в качестве синглов; «Hey Porter!» была выпущена в качестве сингла в июле 1955 года, а «Get Rhythm» стала би-сайдом к «I Walk the Line», выпущенной 1 мая 1956 года.
Альбом является первой LP-пластинкой, выпущенной на лейбле Сэма Филлипса Sun Records.

## Список композиций
1. «Rock Island Line» (Ледбелли) — 2:11
2. «(I Heard That) Lonesome Whistle» (Джимми Дэвис, Хэнк Уильямс) — 2:25
3. «Country Boy» (Кэш) — 1:49
4. «If the Good Lord's Willing» (Джерри Рид) — 1:44
5. «Cry! Cry! Cry!» (Кэш) — 2:29
6. «Remember Me (I'm the One Who Loves You)» (Стюарт Хэмблин) — 2:01
7. «So Doggone Lonesome» (Кэш) — 2:39
8. «I Was There When It Happened» (Джимми Дэвис, Ферн Джонс) — 2:17
9. «I Walk the Line» (Кэш) — 2:46
10. «Wreck of the Old 97» (трад. (возможно Чарльз Ноел); ар. Кэш) — 1:48
11. «Folsom Prison Blues» (Кэш) — 2:51
12. «Doin' My Time» (Джимми Скиннер) — 2:40

Бонус-треки 
1. «Hey Porter!» (Кэш) — 2:14
2. «Get Rhythm» (Кэш) — 2:15
3. «I Was There When It Happened» (Unreleased Alternate Version) (Дэвис, Джонс) — 2:18
4. «Folsom Prison Blues» (Unreleased Alternate Version) (Кэш) — 2:34
5. «I Walk the Line» (Unreleased Alternate Version) (Кэш) — 2:40

На CD-переиздании от Varèse Sarabande «Country Boy» является не оригинальной версией песни с альбома, а скорее акустической демо-версией, исполненной лишь Кэшем на своей гитаре.

## Участники записи
- Джонни Кэш — вокал, гитара
- Лютер Перкинс — гитара
- Маршал Грант — бас-гитара
- Сэм Филлипс — продюсер
- Кэри Е. Мэнсфилд — продюсер
- Билл Дал — аннотация, продюсер переиздания
- Дэн Херш — цифровой ремастеринг
- Билл Пицонка — арт-директор переиздания

## Чарты
Синглы - Billboard (США)
| Год  | Сингл                 | Чарт            | Позиция |
| ---- | --------------------- | --------------- | ------- |
| 1955 | «Cry Cry Cry»         | Country Singles | 14      |
| 1956 | «Folsom Prison Blues» | Pop Singles     | 17      |
| 1956 | «Folsom Prison Blues» | Country Singles | 3       |
| 1955 | «So Doggone Lonesome» | Country Singles | 4       |
| 1956 | «I Walk the Line»     | Country Singles | 1       |
| 1956 | «I Walk the Line»     | Pop Singles     | 17      |